# Bannoncourt
Bannoncourt je francouzská obec v departementu Meuse v regionu Grand Est. Žije zde 161 obyvatel.

## Geografie
Přes území obce protéká řeka Máza (Meuse).

### Sousední obce
| Růžice kompasu | Woimbey     |            | Lacroix-sur-Meuse  | Růžice kompasu |
| Růžice kompasu |             | Sever      | Rouvrois-sur-Meuse | Růžice kompasu |
| Růžice kompasu | Bannoncourt |            | Rouvrois-sur-Meuse | Růžice kompasu |
| Růžice kompasu | Jih         |            | Rouvrois-sur-Meuse | Růžice kompasu |
| Růžice kompasu | Lahaymeix   | Dompcevrin | Maizey             | Růžice kompasu |